# Open Archives Initiative
Die Open Archives Initiative (OAI) ist eine Initiative von Betreibern von Preprint- und anderen Dokumentenservern, um die auf diesen Servern abgelegten elektronischen Publikationen im Internet besser auffindbar und nutzbar zu machen. Dazu werden verschiedene einfache Techniken entwickelt und bereitgestellt, insbesondere das OAI Protocol for Metadata Harvesting (OAI-PMH, englisch) zum Einsammeln und Weiterverarbeiten von Metadaten.
Als Grundprinzip von OAI gilt, dass Metadaten frei weitergegeben werden können. Manche OAI Data Provider sehen die im Widerspruch dazu stehende kommerzielle Nutzung der Metadaten deshalb ungern.

## OAI Protocol for Metadata Harvesting
Das auf XML und REST basierende OAI Protocol for Metadata Harvesting (OAI-PMH) wurde 2000 entwickelt, da viele Publikationen auf den verstreuten Servern von Instituten und anderen universitären Einrichtungen nicht leicht gefunden werden konnten. Das OAI-PMH kann auch zur Übertragung anderer Daten, z. B. Angaben zu Zitationen, eingesetzt werden und wird von einer wachsenden Anzahl von Institutionen unterstützt, z. B. auch dem Internet Archive.
Im Gegensatz zu beispielsweise dem Z39.50-Protokoll, bei dem während einer verteilten Suche bei jeder Anfrage mehrere Hosts angesprochen werden müssen, dient das OAI-PMH zum Sammeln von Metadaten, die von so genannten Data Providern bereitgestellt werden. Die gesammelten Titeldatensätze werden dann von so genannten Service Providern aufbereitet und für Suchanfragen bereitgestellt. Aufgrund der Vielzahl von Metadatenformaten ist als kleinster gemeinsamer Nenner das Dublin-Core-Datenmodell vorgeschrieben; die Erweiterung mit zusätzlichen Formaten wie beispielsweise MARC mittels MARCXML ist jedoch empfohlen und wird auch praktiziert.
Zu den wichtigsten Service Providern gehören die Suchmaschinen BASE, OAIster und ScientificCommons. Diese Serviceprovider erschließen die Inhalte der Dokumentenserver und machen diese durchsuchbar.

## OAI Object Reuse and Exchange
Unter dem Namen OAI Object Reuse and Exchange (OAI-ORE) werden in der Open Archives Initiative momentan (2007) ergänzend zu OAI-PMH Verfahren geschaffen, um die Binnenstruktur digitaler Objekte in Repositories und die Verknüpfungen zwischen ihnen abzubilden. Ein Dokument kann aus verschiedenen Versionen und Formaten bestehen (Volltext in PDF und HTML, Metadaten in RDF etc.), aus verschiedenen Teilen bestehen (Kapitel, Bilder, Dateien etc.) und Verknüpfungen zu anderen Dokumenten besitzen (Übersetzung, Zitation, Versionierung etc.). Die Grundidee von OAI-ORE besteht darin, diese Binnenstruktur eines Dokumentes maschinenlesbar in einer Resource Map abzubilden und verfügbar zu machen. Mit OAI-ORE soll auch das Wiederverwenden und veränderte Zusammensetzen von publizierten Inhalten vereinfacht werden, wie es beispielsweise im Rahmen Sozialer Software üblich ist.

### Service Provider
- OAIster
- weitere siehe openarchives.org
- Openarchives.eu – The European Guide to OAI-PMH Digital Repositories in the World.
- BASE - Bielefeld Academic Search Engine. UB Bielefeld.
- Deutsche Digitale Bibliothek
- Zentrales Verzeichnis Digitalisierter Drucke (zvdd)
- E-LIB Elektronische Bibliothek. Staats- und Universitätsbibliothek Bremen.